# Barkhane
Cet article possède un paronyme, voir Berkane.
Pour les articles homonymes, voir Opération Barkhane.

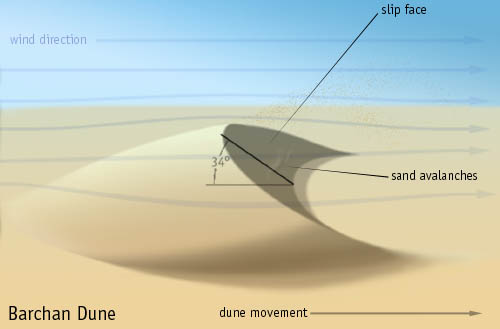
Croquis d'une barkhane.

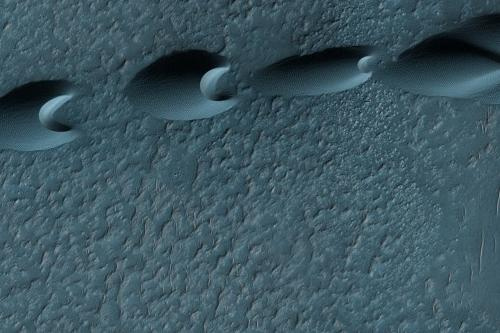
Barkhanes sur la planète Mars.

Une barkhane ou barcane est une dune de la forme d'un croissant allongé dans le sens du vent. Elle naît là où l'apport de sable est faible et sous des vents unidirectionnels.

## Migration
Le vent fait rouler le sable pour qu'il remonte la pente du dos de la dune jusqu'à la crête et vienne former de petites avalanches sur le versant plus pentu du front. La masse totale de la dune est globalement conservée et est contrôlée par l'apport de sable à l'arrière et la perte au niveau des cornes. Ce phénomène fait avancer la dune. Les barkhanes se déplacent assez rapidement et peuvent atteindre la vitesse de 50 m/an. En moyenne, une dune de 3 m de haut parcourt 15 m/an. La vitesse de la migration de la dune est inversement proportionnelle à sa hauteur telle que : 
{\displaystyle {\vec {v}}\approx {\frac {\vec {Q}}{h}}}
avec :
- Q : flux volumique de sable par unité de longueur
- h : hauteur de la dune
- v : vitesse de déplacement de la dune

Il est possible de définir, à partir de sa vitesse de propagation, le temps que mettra la dune à parcourir sa propre longueur L :
{\displaystyle T_{turnover}={\frac {L}{v}}}
En moyenne, pour une dune de trois mètres de hauteur ce temps est compris entre deux mois et un an, et pour une dune de 15 m de haut ce temps varie de six à vingt-cinq ans. Ce temps caractéristique correspond à la durée du cycle d'un grain appartenant à la dune : érosion à l'arrière, dépôt au sommet, chute par avalanche sur la face avant, réapparition à l'arrière de la dune… Ces temps caractéristiques étaient connus depuis longtemps par les peuples vivant dans la région du Sahara par exemple. Les dunes barkhanes étaient alors utilisées comme grenier ou coffre-fort pour protéger leurs biens du pillage. La dune était choisie en fonction de sa taille, selon la volonté de récupérer plus ou moins rapidement à l'arrière les biens enfouis à l'avant.

## Morphologie
Quand la direction du vent est quasiment constante les dunes barkhanes conservent les mêmes dimensions au cours du temps. Typiquement une barkhane mesure entre 10 et 100 m de long, et a une taille similaire en largeur. Sa hauteur se situe entre 1 et 10 m mais peut atteindre localement des hauteurs bien supérieures comme au sud-ouest du Tibesti. Il existe une longueur caractéristique dans le mécanisme de migration des dunes telle que l'on n'observe pas de dunes de dimension inférieure à celle-ci. Le rapport entre leurs dimensions (largeur et hauteur, hauteur et longueur) est totalement indépendant des variations en intensité du vent. Si on note H la hauteur de la barkhane, la largeur vaut typiquement 9H et la longueur environ 6H.
Sur la bordure sud du Sahara où existe durant l'été un flux de mousson orienté sud-ouest-nord-est exactement inverse de l'harmattan, vent dominant de la saison froide, les petites barkhanes peuvent très rapidement inverser leur sens de déplacement. Ce n'est pas le cas des grandes dont le front alors se surélève en formant un bourrelet qui peut largement dépasser un mètre de dénivelé.

## Flux saturé et longueur caractéristique
Pour expliquer de manière satisfaisante la forme adoptée par la dune ainsi que sa longueur caractéristique il faut introduire la notion de flux saturé. Le vent, à vitesse donnée, ne peut transporter qu'une certaine proportion massique de sable par unité de temps et par unité de longueur. Cela s'explique par le fait que le vent doit céder de l'énergie pour arracher des grains au lit de sable. Ainsi le flux massique de sable atteint une valeur limite, dit flux saturé, au bout d'une distance dite distance de saturation. Quand la force du vent est suffisamment importante les grains sont directement entrainés par le vent. Ils roulent sur le lit granulaire, rebondissent en arrachant d'autres grains. Quand les saltons (grains dits de haute énergie transportés par saltation) entrent en collision avec le lit ils en font émerger des reptons (grains dits de basse énergie transportés par reptation) qui peuvent, une fois accélérés par le vent, devenir saltons à leur tour. Initialement, le flux augmente de manière exponentielle. Pour accélérer les grains le vent doit leur céder de l'énergie. Sa puissance décroit quand le flux augmente. Le transport atteint un équilibre quand la vitesse du vent a suffisamment chuté pour que le nombre de reptons devenus saltons équilibre le nombre de saltons piégés au moment de la collision avec le sable ou réduits à l'état de reptons. Le flux est alors saturé. Le processus de saturation met un certain temps à se mettre en place. Si la dune, au début du processus d'érosion, a une taille dont les dimensions sont inférieures à cette distance de saturation typiquement de 1 m elle sera complètement érodée par saltation et disparaitra.